# Rei Ortiz
Rei Ortiz (n. en Caguas, Puerto Rico, 10 de abril de 1979) es un compositor, músico, cantante y productor puertorriqueño. 
Sus canciones “Se Respira Paz” y “Mensaje de Amor”, bajo la casa disquera SonyBMG, interpretadas por Danny Rivera, Sergio Vargas y Trio fueron parte del álbum musical “Regalo de Amor y Paz” el cual obtuvo disco de oro en 1999.

## Biografía
Se estrena como productor musical con las producciones discográficas “Mi Tierra Me Llama” (2007), “Corazón Jíbaro” (2008) y "Renace en Navidad" (2011) para el intérprete puertorriqueño Danny Rivera. Destacado en instrumentos como: guitarra acústica, cuatro puertorriqueño, bajo, batería, percusión, teclados y violín.
Se lanza como cantautor en el año 2010 con el álbum “A Jugarme la Vida” y llega a la pantalla internacional con el video de su canción “No Olvides”. Con esta producción muestra su gran versatilidad lírica y musical, como productor, arreglista y compositor interpretando temas de amor y social.
Destaca su talento como guitarrista con su producción instrumental “Acordes del Cielo” en 2011.
Como instrumentista y productor, ha colaborado en decenas de canciones para artistas tales como Don Omar, Gente de Zona, Jerry Rivera, Wisin, Jowel & Randy, Pirulo, Danny Rivera, Sergio Vargas. Como músico también ha compartido escenarios con artistas como Draco Rosa, Francisco Céspedez, Andy Montañez, Chucho Avellanet y Andrés Jiménez. Una de sus más recientes colaboraciones como productor ha sido el especial “Don Omar Presenta Tradición Urbana 2” la cual fue televisada por el canal Wapa TV y Wapa America.

## Premios
En 2009, la canción “Siempre hay Esperanza” lo convierte en el primer latinoamericano en ganar el premio “People’s Voice” en la Competencia Internacional de Compositores (ISC) por sus siglas en inglés.
Premios Paoli otorga Premio Paloma de la Paz (2010) a Rei Ortiz por sus temas inspirados en el amor, la esperanza y la paz.
Ganador del segundo lugar de la Competencia Internacional de Compositores 2010 en la categoría Latina, con el tema “Se Nos Pierde el Amor” del álbum “A Jugarme la Vida”.

## Producciones Discográficas
- 2011 Renace en Navidad (Danny Rivera)

- 2011 Acordes Del Cielo (Instrumental)

- 2010 A Jugarme La Vida (solo)

- 2008 Corazón Jíbaro (Danny Rivera)

- 2007 Mi Tierra Me Llama (Danny Rivera)